# Jeśli się odnajdziemy
Jeśli się odnajdziemy – polski film obyczajowy z 1982 na podstawie reportażu Małgorzaty Szejnert.

## Główne role
- Krzysztof Kolberger – psycholog Maciek Dębiński
- Barbara Klimkiewicz – Zofia Dudkiewicz, kierownik ośrodka
- Anna Romantowska – Basia, żona Maćka
- Tadeusz Borowski – Wojciech Brożyński, zastępca kierownika ośrodka
- Barbara Bargiełowska – Kołobrzeska
- Ewa Błaszczyk – Agnieszka, opiekunka dzieci z domu dziecka
- Jolanta Bohdal – Korbikowa
- Zofia Czerwińska – Ziębińska
- Elżbieta Gorzycka – Walczakowa
- Barbara Horawianka – profesor Kowalewska
- Irena Kownas – Adela Dekarzowa
- Wiesława Kosmalska – Dąbrowska
- Mirosława Marcheluk – Ogródkowa
- Zofia Merle – Zasadowa
- Alicja Migulanka – Stasia Kowal, kierownik administracyjny ośrodka
- Anna Milewska – Olszewska
- Witold Dębicki – Stolarek
- Cezary Julski – Walczak
- Stefan Kąkol – Stefan Ziębiński
- Krzysztof Kowalewski – Jan Ogródek
- Ferdynand Matysik – Dekarz
- Jan Mayzel – Zasada
- Kazimierz Ostrowicz – Korbik
- Stanisław Siekierski – Dąbrowski
- Monika Sapilak – Kasia „Kukurydzianka”

## Fabuła
W ośrodku wczasowym na Mazurach odbywa się turnus pod nazwą „Jeśli się odnajdziemy”. Celem jest eksperyment społeczny: wychowankowie domów dziecka sami wybierają swoich rodziców zastępczych. Maciek, młody psycholog zauważa Kasię, która ciągle jest na diecie bezglutenowej, której choroba uniemożliwia znalezienie rodziców. Maciek postanawia zabrać ją do siebie, a jego żona zgadza się. Kiedy Kasia dowiaduje się od swoich rówieśniczek, że po wakacjach znów trafi do domu dziecka ucieka.

## Lokacje
- Ostróda
- Olsztyn